# Gustaf Palmquist
Gustaf Palmquist, Gustaf Palmqvist, född 26 maj 1812 i Norra Solberga församling, Jönköpings län, död 18 september 1867 i Örebro församling, Örebro län, var en svensk baptistledare. Han var en av tre bröder som tidigt var aktiva i baptiströrelsen.

## Kyrkligt engagemang
1851 flyttade Palmquist till USA, där han året därpå blev baptist och grundade baptistförsamlingen i Rock Island, Illinois. De baptistförsamlingar som växte fram bland svensk-amerikanerna, tack vare pionjärer som Palmquist, F. O. Nilsson och Anders Wiberg, ledde 1879 fram till bildandet av Swedish Baptist General Conference of America (som 1945 bytte namn till Baptist General Conference).
Palmquist var även verksam som lärare vid Betelseminariet i Stockholm och som psalmförfattare.
Brodern Per Palmqvist grundade år 1851 den första söndagsskolan i Sverige.

## Psalmer
- Helge Ande ljuva, du som likt en duva översattes från tyska av Johan Rothof 1720, publicerades i Mose och lambsens wisor och bearbetades sedan av Gustaf Palmquist 1862.
- Kom, låt oss nu förenas här översatt (1862) Isaac Watts' text (1707) från engelska